# Paradiestrammena gravelyi
Paradiestrammena gravelyi är en insektsart som först beskrevs av Lucien Chopard 1916.  Paradiestrammena gravelyi ingår i släktet Paradiestrammena, och familjen grottvårtbitare. Inga underarter finns listade.